# Schloss Oberherrlingen

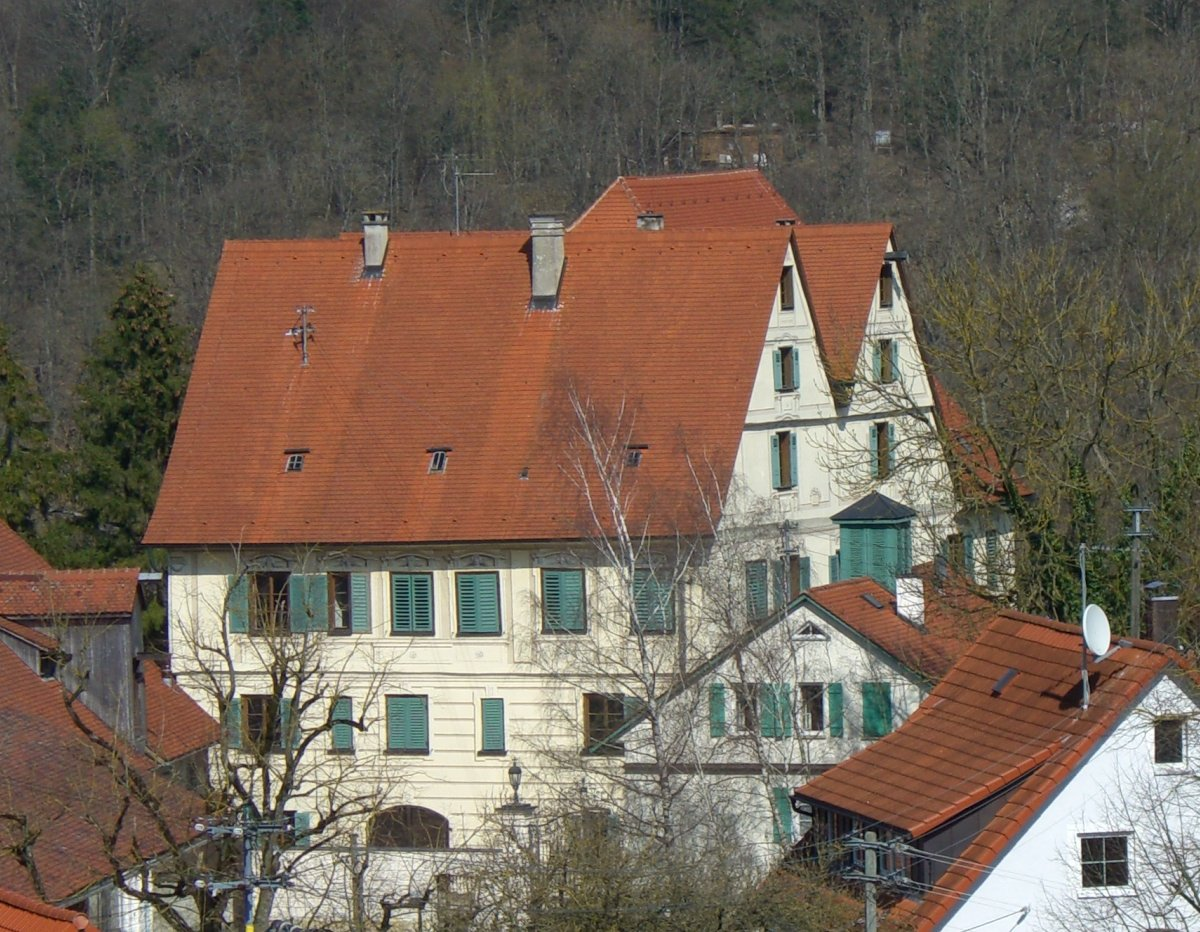
Gesamtansicht

Das Schloss Oberherrlingen steht auf einem kleinen Bergsporn oberhalb des Kleinen Lautertals in Herrlingen, einem Stadtteil von Blaustein im Alb-Donau-Kreis, Baden-Württemberg.

## Geschichte

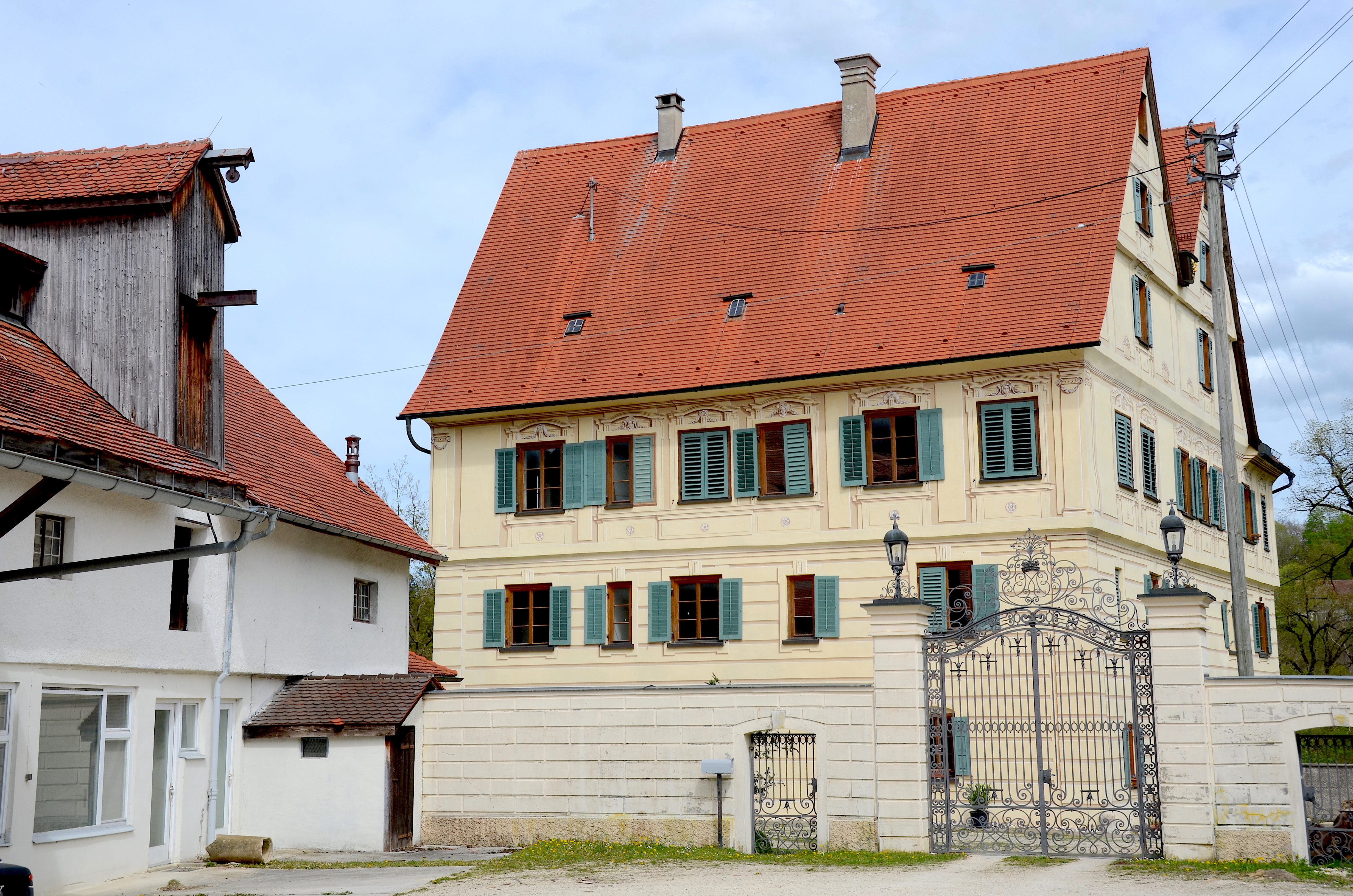
Schloss Oberherrlingen

Ursprünglich als Burg Horningen, auch Burg Hörningen geschrieben, im 11. oder 12. Jahrhundert erbaut, war das Rittergut zunächst Reichslehen. Nachdem es im 13. und 14. Jahrhundert mehrfach zerstört worden war, wurde die Anlage 1588 durch Dietrich von Bernhausen zu einem dreigeschossigen Renaissanceschloss mit zwei Spitzgiebeln erweitert. 
Ein Relief im Vestibül trägt zu diesem Neubau folgende Inschrift: „Im Jahr nach Christi Geburt 1588, den 24. Monatstag April, hat der edel und fest Dieterich von Bernhausen zu Herrlingen und Eckingen samt seiner lieben Hausfrau Helena von Bernhausen, eine geborene von Rietheim dies Schloß Herrlingen wieder von neuem angefangen aufzubauen.“
Die Herren von Bernhausen verlegten ihren Hauptsitz von Schloss Klingenstein dann dorthin. Ihr Herrschaftsgebiet umfasste im Blau- und Lautertal die Orte Klingenstein und Herrlingen, von 1665 bis 1803 waren sie Reichsfreiherren.
1839 kaufte Eugen von Maucler die Anlage, und richtete auf dem Schloss eine bedeutende Bibliothek ein.
Auf Schloss Oberherrlingen befindet sich heute ein landwirtschaftlicher Betrieb. Vom Parkplatz und Wanderweg hat man eine gute Sicht auf das Schloss, eine Besichtigung ist nicht möglich. Oberhalb der heute restaurierten Anlage steht die 1708 erbaute Wallfahrtskapelle Maria Hilf.